# Соболев, Михаил Аркадьевич
Михаи́л Арка́дьевич Со́болев (8 сентября 1937 — 12 ноября 2021) — советский и российский дипломат. Чрезвычайный и полномочный посланник 1 класса (15 февраля 1991).

## Биография
Окончил Московский государственный университет и Дипломатическую академию МИД СССР.
- В 1969—1971, 1979—1980, 1984—1988 годах — сотрудник Второго европейского департамента МИД СССР.
- В 1971—1976 годах — сотрудник Посольства СССР в Великобритании.
- В 1980—1984 годах — сотрудник Посольства СССР в Ирландии.
- С 14 июля 1989 по 13 сентября 1995 года — чрезвычайный и полномочный посол СССР, затем Российской Федерации (с 1991) в Гайане и Тринидаде и Тобаго по совместительству[2][3].
- В 1995—1999 годах — заместитель директора Департамента информации и печати МИД России.
- В 1999—2002 годах — генеральный консул Российской Федерации в Одессе.

Скончался 12 ноября 2021 года. Похоронен в Москве на Новодевичьем кладбище.

## Награды и почётные звания
- Почётная грамота Президиума Верховного совета РСФСР (1987);
- Почётный работник МИД России (2009).

## Семья
Женат, имеет двоих детей.